# Ados Ndombasi
Pour les articles homonymes, voir Ndombasi.
Ados Ndombasi Banikina, né le 28 mai 1978 à Bruxelles, est un homme politique et opérateur culturel de la République démocratique du Congo (RDC). Il est actuellement député national, représentant la circonscription de Funa dans la province de Kinshasa.

## Biographie

### Carrière politique
Membre de l'organisation politique DO,, Ados Ndombasi siège à l'Assemblée nationale de la RDC.